# Купол Юпітера
Купол Юпітера (лат. Jovis Tholus) — це вулкан на поверхні планети Марс, розташований у північній півкулі планети, у квадранглі Tharsis, на схід від щитового вулкана Olympus Mons, на північний захід від вулкана Ascraeus Mons, на південь від вулкана Alba Mons, та на північ від вулкана Pavonis Mons. На захід від купола Юпітера розташовані скиди Ulysses Fossae, а на північ — Olympica Fossae із ще більшою групою борозен Ceraunius Fossae.
Гору відкрили 1973 року. Діаметр її основи становить 58 км, окремі джерела подають діаметр основи як 80 км × 60 км. На вершині вулкана розташований нерівномірний кратер, що утворює багатоступеневу кальдеру (складається із 5 кратерів різного віку), діаметром у 40 км. Припускають, що вулкан вивищується приблизно на 2 км над навколишнім рельєфом. Вік вулкана, за приблизними оцінками, сягає від 2.3 до 3.5 мільярдів років.
Схили вулкана оточені лавовими потоками, що покривають старіші формування. Це вказує на дещо пізню вулканічну активність.

## Галерея
|                                |
| Топографічна мапа Jovis Tholus |

|                                                       |
| Західна частина купола Юпітера, знята камерою THEMIS. |